# Júlio César da Fonseca Filho
Júlio César da Fonseca Filho (Aracati, 10 de outubro de 1850 - Fortaleza, 21 de abril de 1931) foi um advogado, jornalista, escritor e poeta brasileiro. Fundou os jornais “O Barrete Frígio” (1870) e “Jornal do Aracati” (1873). Foi um dos fundadores do Instituto do Ceará em 1887, onde contribuiu com diversas obras. Renunciou sua cadeira em 15 de dezembro de 1906, tornando-se sócio honorário.
A rua Júlio César, em Fortaleza, cruza os bairro Gentilândia, Damas e Montese.

## Obras

### Artigos na Revista do Instituto do Ceará
- "Registro de Memória dos Primeiros Estabelecimentos Factos e Casos raros acontecidos nesta Villa de Santa Cruz do Aracaty, feito segundo a ordem de S. M. de 27 de julho de 1782 pelo Vereador Manoel Esteves de Almeida desde a fundação da dita villa até o anno presente de 1795" (1887)
- "O Ceará e a Proclamação da República" (1924)
- "Em torno da Abolição" (1924)